# Grube Carriage Works
Grube Carriage Works war ein US-amerikanischer Hersteller von Fahrzeugen.

## Unternehmensgeschichte
Charles Grube leitete das Unternehmen mit Sitz in Rahway in New Jersey. Hauptsächlich stellte er Kutschen her. Zwischen 1900 und 1902 entstanden einige Automobile. Der Markenname lautete Grube.
Verbindungen zur Charles Grube Carriage Company und zur Grube Carriage and Automobile Works, über die 1911 berichtet wurde, sind zwar möglich, aber unklar.

## Fahrzeuge
Im Angebot standen Elektroautos. Die Basis bildeten seine Kutschen. Ein Elektromotor sowie weiteres notwendiges Zubehör wie Batterien und Lenkung wurden eingebaut.